# Allium subkopetdagense
Allium subkopetdagense — вид трав'янистих рослин родини амарилісові (Amaryllidaceae), ендемік Туркменістану.

## Поширення
Ендемік Туркменістану.